# Lesson 2
『LESSON 2』（レッスンツー）は、日本のロックバンド、SADS初のミニ・アルバム。2010年12月8日に発売。

## 概要
前作『THE 7 DEADLY SINS』から5ヵ月後と短い期間で制作発売された作品。通算8枚目のオリジナル・アルバムとなるが、ミニ・アルバムでのリリースはSADS初。
本作は初回盤（CD+DVD）と通常盤 （CD）「の2種類で発売。初回盤と通常盤でジャケットが異なっている。
本作のリード楽曲はツアータイトルにも使用されている「ANDROGYNY INSANITY」。

## 収録曲
| 全作詞・作曲: 清春、全編曲: sads & 三代堅。 |                        |       |            |      |
| #                                           | タイトル               | 作詞  | 作曲・編曲 | 時間 |
| 1.                                          | 「WASTED」             | 清春  | 清春       | 2:55 |
| 2.                                          | 「ANDROGYNY INSANITY」 | 清春  | 清春       | 3:40 |
| 3.                                          | 「DISCO -album mix-」  | 清春  | 清春       | 3:51 |
| 4.                                          | 「SILLY」              | 清春  | 清春       | 3:29 |
| 5.                                          | 「WHITE HELL」         | 清春  | 清春       | 4:36 |
| 6.                                          | 「RESCUE」             | 清春  | 清春       | 3:43 |
| 7.                                          | 「GRAVE」              | 清春  | 清春       | 4:06 |
| 8.                                          | 「AMARYLLIS」          | 清春  | 清春       | 3:44 |
| 合計時間:                                   | 合計時間:              | 30:04 |            |      |

## 初回盤付属DVD
| #  | タイトル                             | 作詞 | 作曲・編曲 |
| -- | ------------------------------------ | ---- | ---------- |
| 1. | 「ANDROGYNY INSANITY -music video-」 |      |            |
| 2. | 「WASTED -music video-」             |      |            |